# Derek Gee
Derek Gee (Ottawa, 3 de agosto de 1997) é um ciclista canadiano que compete com a equipa Israel-Premier Tech.

## Biografia
Na temporada de 2021 uniu-se à equipa canadiano Continental XSpeed United Continental, mas não competiu em nenhuma corrida internacional em estrada. Em 2022 incorporou-se à formação de Israel Cycling Academy, reserva da equipa UCI WorldTeam Israel-Premier Tech. Participou em algumas corridas com a equipa principal ao começo da temporada e, após bons resultados, em maio anunciou-se que converter-se-ia em membro permanente a partir da temporada de 2023.

## Palmarés

### Estrada
- 2021
  - 3.º no Campeonato do Canadá Contrarrelógio 
  - 3.º no Campeonato do Canadá em Estrada

- 2022
  - Campeonato do Canadá Contrarrelógio

### Pista
- 2017
  - Campeonato do Canadá em perseguição individual  
  - Campeonato do Canadá em perseguição por equipas (com Bayley Simpson, Evan Burtnik e Adam Jamieson)  
  - Campeonato do Canadá em Americana (com Evan Burtnik)  
  - Campeonato do Canadá em Pontuação  
  - Campeonato do Canadá em Omnium  
  - Campeão Pan-Americano perseguição individual 
  - Campeão Pan-Americano perseguição por equipas (com Aidan Caves, Jay Lamoureux e Bayley Simpson)

- 2018
  - Campeonato do Canadá em perseguição individual  
  - Campeonato do Canadá em perseguição por equipas (com Michael Foley, Evan Burtnik e Adam Jamieson)  
  - Campeonato do Canadá em Americana (com Michael Foley)  
  - Campeonato do Canadá em Pontuação  
  - Campeonato do Canadá em Omnium  
  - Campeão Pan-Americano perseguição por equipas (com Vincent De Haître, Jay Lamoureux e Michael Foley) 
  - Campeão Pan-Americano em Omnium

- 2019
  - Campeonato do Canadá em perseguição individual  
  - Campeonato do Canadá em Americana (com Michael Foley)  
  - Campeonato do Canadá em Omnium

## Resultados em Grandes Voltas e Campeonatos do Mundo
| Corrida                | Corrida                | 2021 | 2022 | 2023 |
| ---------------------- | ---------------------- | ---- | ---- | ---- |
|                        | Giro d'Italia          | —    | —    | 22.º |
|                        | Tour de France         | —    | —    | —    |
|                        | Volta a Espanha        | —    | —    | —    |
| Mundial em Estrada     | Mundial em Estrada     | —    | Ab.  | —    |
| Mundial Contrarrelógio | Mundial Contrarrelógio | —    | 19.º | —    |

—: não participa

Ab.: abandono

## Equipas
- XSpeed United Continental (2021)
- Israel Cycling Academy (2022)
- Israel-Premier Tech (2023-)